# Niebelhorst
Niebelhorst ist ein Ortsteil der Stadt Treuenbrietzen im Landkreis Potsdam-Mittelmark in Brandenburg.

## Geographische Lage und Gliederung
Niebelhorst liegt nordöstlich des Stadtzentrums. Im Norden befinden sich der Treuenbrietzener Ortsteil Lühsdorf. Es folgen im Uhrzeigersinn die Ortsteile Kemnitz, Zülichendorf und Felgentreu der Gemeinde Nuthe-Urstromtal, die Treuenbrietzener Ortsteile Bardenitz und Pechüle, das Stadtzentrum, der Ortsteil Schlalach der Gemeinde Mühlenfließ und schließlich der Ortsteil Niebel, der wiederum zu Treuenbrietzen gehört. Der Nieplitzdamm führt von Nordwesten kommend in südöstlicher Richtung durch den Ort. Er stellt die Verbindung zur Bundesstraße 2 und einer Landstraße im Westen nach Kemnitz und Bardenitz her. Im nördlichen Teil entwässert der Friedrichsgraben in die Nieplitz.

## Geschichte
Die Geschichte von Niebelhorst hängt eng mit der Gründung des benachbarten Niebel zusammen. Nachdem Niebel 1579 wieder in den Besitz der Stadt gelangte, gründete diese im selben Jahr das Vorwerk Niebelhorst. Es wurde auf Initiative Friedrichs des Großen im 18. Jahrhundert ausgebaut. 1992 erhielt der Ort einen Anschluss an eine zentrale Wasserver- und Abwasserentsorgung. Die Abwasserentsorgung konnte aber erst 1994 genutzt werden. In diesem Zuge wurde 1992 Gehwege und Einfahrten im Nieplitzdamm einheitlich gepflastert.

## Sehenswürdigkeiten
- Landschaftsschutzgebiet Nuthetal-Beelitzer Sander
- FFH-Gebiet Obere Nieplitz

## Wirtschaft und Infrastruktur
Im Ort existieren neben einigen landwirtschaftlichen Betrieben eine Gaststätte.
Durch den Ort verläuft der Nieplitzdamm. Dies ist neben einigen landwirtschaftlich genutzten Wegen die einzige Verbindung des Ortes mit den Nachbargemeinden. Die Buslinien 545 und 546 eines im öffentlichen Auftrag tätigen Transportunternehmers verbinden den Ortsteil mit Treuenbrietzen und Beelitz.